# Episodi di Ratched
La prima stagione della serie televisiva Ratched, ideata da Evan Romansky e diretta da Ryan Murphy è stata trasmessa in prima visione su Netflix dal 18 settembre 2020.
Gli attori principali della serie, alcuni dei quali già presenti in opere passate di Murphy, sono Sarah Paulson, Finn Wittrock, Cynthia Nixon, Jon Jon Briones, Sharon Stone e Judy Davis.
| nº | Titolo originale         | Titolo italiano                 | Prima TV USA      | Prima TV Italia   |
| -- | ------------------------ | ------------------------------- | ----------------- | ----------------- |
| 1  | Pilot                    | Episodio pilota                 | 18 settembre 2020 | 18 settembre 2020 |
| 2  | Ice Pick                 | Il punteruolo                   | 18 settembre 2020 | 18 settembre 2020 |
| 3  | Angel of Mercy           | Angelo misericordioso           | 18 settembre 2020 | 18 settembre 2020 |
| 4  | Angel of Mercy: Part Two | Angelo misericordioso: parte 2  | 18 settembre 2020 | 18 settembre 2020 |
| 5  | The Dance                | Il ballo                        | 18 settembre 2020 | 18 settembre 2020 |
| 6  | Got No Strings           | Marionette                      | 18 settembre 2020 | 18 settembre 2020 |
| 7  | The Bucket List          | La lista dell'infermiera Bucket | 18 settembre 2020 | 18 settembre 2020 |
| 8  | Mildred and Edmund       | Mildred ed Edmund               | 18 settembre 2020 | 18 settembre 2020 |

## Episodio pilota
- Diretto da: Ryan Murphy
- Scritto da: Evan Romansky

1947, California. Edmund Tolleson uccide quattro preti, uno dei quali dovrebbe essere il padre di Edmund secondo quest'ultimo. Sei mesi dopo viene arrestato e processato per restare rinchiuso 120 giorni nell'ospedale psichiatrico statale di Lucia, periodo nel quale il direttore della struttura psichiatrica, Richard Hanover, dovrà valutare se Edmund è malato di mente e quindi dovrà restare in una struttura di cura mentale o se, come sano mentalmente, dovrà essere giustiziato sulla sedia elettrica.
Nel frattempo Mildred Ratched riesce a essere assunta nell'ospedale psichiatrico attraverso svariati inganni. Il governatore della California, George Wilburn, raggiunge la struttura per discutere con il direttore riguardo a una futura donazione a favore dell'ospedale. Mildred dà a un paziente anziano un farmaco che riduce la pressione nel sangue e, quando il paziente cade in uno shock cardiogeno, lei stessa lo salva davanti al governatore e alla stampa. In questo modo il governatore, credendo che la cura della mente potrà essere un ottimo motivo per la sua rielezione, dà svariati fondi alla struttura psichiatrica.
Successivamente, Mildred istiga un paziente, Signor Salvatore, a suicidarsi nello studio del direttore Hanover in quanto abbandonato dalla famiglia. Quando il direttore scopre il suicidio, Mildred lo aiuta a sbarazzarsi del corpo e lo rassicura dicendogli che il suicidio del paziente rimarrà solo fra di loro.

## Il punteruolo
- Diretto da: Ryan Murphy
- Scritto da: Ian Brennan

Il dottor Hanover inizia a praticare una nuova tecnica per curare la mente umana, la lobotomia. Credendo che il suo progetto sarebbe stato un grande successo invita le infermiere e la stampa ad assistere alla procedura che però finisce male, provocando solo grandi lesioni al paziente su cui la sta praticando. Sperimenta quindi una nuova tecnica che consiste in una lobotomia con l'utilizzo di un punteruolo da ghiaccio.
Mildred va a fare visita a padre Andrews, unico sopravvissuto al pluriomicidio di Edmund Tolleson, e lo convince a rilasciare un'intervista per il dottor Hanover. Nel frattempo Gwendolyn Brix, la portavoce del governatore, porta fuori a pranzo Mildred e, successivamente, in un club per ragazze lesbiche. Qui, Mildred si offende per essere stata creduta omosessuale e se ne va.
Padre Andrews è d'accordo a svolgere l'intervista, così Mildred lo accompagna nella stanza di motel dove vive, convincendolo che registrerà la conversazione per poi portarla al dottor Hanover. In realtà lo droga e, dopo avergli rivelato che Edmund è suo fratello, lo sottopone a una lobotomia che lo lascia catatonico, in modo tale che non possa rilasciare alcuna informazione sugli omicidi di Edmund alla polizia.

## Angelo misericordioso
- Diretto da: Nelson Cragg
- Scritto da: Ian Brennan

Wainwright, un investigatore privato e sicario, va a fare visita a Lenore Osgood, una ricca ereditiera, comunicandole che è tornato sulle tracce di Manuel Bañaga, che per fuggire dal suo passato ha cambiato nome in Richard Hanover. Bañaga è responsabile per la mutilazione di tutti e quattro gli arti del figlio di Lenore, Henry. Lenore dunque assume Wainwright per uccidere il dottor Hanover. Nel frattempo all'ospedale psichiatrico, Hanover, sta sperimentando altre tecniche per curare la mente umana, una delle quali comprende l'immersione di pazienti in acqua eccessivamente calda. Mildred scopre che l'infermiera Dolly sta avendo rapporti sessuali con suo fratello Edmund. Hanover riesce a sfuggire a un tentativo di omicidio. Durante una cena tra Hanover e Mildred, quest'ultima domanda al dottore che cosa lo turbasse nell'ultimo periodo e lui racconta a Mildred i dettagli sulla completa mutilazione di Henry. Mildred si offre di aiutarlo a nascondersi.

## Angelo misericordioso: parte 2
- Diretto da: Michael Uppendahl
- Scritto da: Evan Romansky

Il governatore vuole che Edmund venga giustiziato per i suoi crimini perché secondo lui tale mossa sarà di grande vantaggio per la sua rielezione. Dolly confessa a Mildred la sua attrazione verso gli uomini pericolosi e così Mildred trova un modo per far sì che i due possano incontrarsi al di fuori della cella per avere un rapporto sessuale. Il dottor Hanover sotto la pressione della taglia sulla sua testa inizia ad abusare di farmaci. L'inserviente Huck sabota le vasche dove venivano eseguite le cruente pratiche nell'acqua calda in modo che nessuno possa più essere sottomesso a tali sofferenze. Wainwright continua la sua caccia all'uomo e Mildred dopo svariati incontri di sesso con lui, decide di aiutarlo a uccidere Hanover, ma durante uno dei loro rapporti sessuali Gwendolyn li sente dalla porta. Successivamente Mildred e Huck aiutano due pazienti del dottor Hanover a fuggire viste le cruente pratiche che effettuava. Oltremodo Ratched riesce a far entrare di nascosto Wainwright nella clinica, che una volta direttosi verso l'ufficio del dottor Hanover viene colpito da quest'ultimo che lo mette a terra. Hanover e Ratched portano Wainwright alle vasche (nel frattempo riparate) e tentano di ucciderlo facendolo bollire nella vasca ma poco dopo riesce a liberarsi e vaga per l'ospedale con gravissime lesioni, tuttavia pochi passi dopo viene freddato dalla guardia della struttura. Mildred chiama dunque Osgood comunicando la morte del suo sicario. Quest'ultima raggiunge Lucia, e Mildred si offre di uccidere personalmente il dottor Hanover con l'obiettivo di guadagnare dei soldi, ma le due non giungono a un accordo. Huck si congratula con Mildred per aver permesso alle due pazienti di scappare, dicendole che lei è un angelo della misericordia.

## Il ballo
- Diretto da: Michael Uppendahl
- Scritto da: Ian Brennan

Mildred inganna e ricatta Hanover diventando caposala della struttura. Parla con Edmund e gli comunica che da lì a pochi giorni ci sarebbe stato il ballo della struttura al quale era invitato anche lui. Mildred lo convince a comportarsi da psicopatico in modo che tutti avrebbero potuto affermare la sua instabilità mentale. Hanover inizia a curare Charlotte Weels, una paziente con un disturbo della personalità, in pochi giorni una svolta sulla cura di Charlotte porta Hanover a credere ancora di più in sé stesso. Edmund convince Mildred a procurargli un oggetto affilato con il quale potrà ferirsi un braccio durante il ballo per affermare ancor di più la sua instabilità mentale. L'infermiera Betsy Bucket invaghita da tempo del dottor Hanover, spinta da Mildred, prende coraggio per proporre al dottore di accompagnarla al ballo. Quest'ultimo accetta solo perché ricattato da Mildred. Hanover scopre che Osgood è arrivata a Lucia e corre da Mildred per cercare aiuto. Ratched incontra dunque Osgood e si accordano per l'uccisione di Hanover. Al ballo, Hanover perde la pazienza e rivela a Bucket che lui non prova nessuna attrazione per lei. Edmund si prende gioco di Mildred ed escogita una fuga d'amore con Dolly durante il ballo. Edmund uccide la guardia e, scatenando il panico, Dolly spara a Gwendolyn ferendola gravemente.

## Marionette
- Diretto da: Jessica Yu
- Scritto da: Jennifer Salt e Ian Brennan

Edmund e Dolly dopo essere fuggiti si nascondono in una fattoria abbandonata. Gwendolyn viene operata e riprende conoscenza, Mildred inizia a provare qualcosa per lei. Gwendolyn ricambia i sentimenti e cerca di fare di tutto per portare avanti la loro relazione ma Mildred è ancora molto insicura. Durante uno spettacolo di marionette al quale stanno assistendo le due donne, Mildred sente e vede raccontata la storia della sua terribile infanzia e in preda al terrore interrompe lo spettacolo, che in realtà trattava di tutt'altro, e se ne va. Più tardi Mildred confessa a Gwendolyn che Edmund è suo fratello. Edmund e Dolly vengono trovati e accerchiati, Edmund si vuole costituire e lasciare libera Dolly ma quest'ultima si lancia contro la polizia sparando a un poliziotto e viene di conseguenza uccisa con innumerevoli colpi di pistola. Edmund viene riportato all'ospedale psichiatrico di Lucia e il governatore furioso obbliga il direttore a far giustiziare Edmund, taglia i fondi alla struttura e licenzia Gwendolyn.

## La lista dell'infermiera Bucket
- Diretto da: Jennifer Lynch
- Scritto da: Ian Brennan

Bucket scopre la relazione tra Ratched ed Edmund e scopre anche che Mildred ha effettuato una lobotomia su Padre Andrews. Una volta confrontatasi con Mildred, quest'ultima le racconta di non essere mai stata un'infermiera, ma di aver sempre voluto aiutare gli altri. Faceva parte infatti delle infermiere di guerra, ma fu cacciata in quanto soffocava i soldati che la supplicavano di voler morire. Bucket concorda con Mildred sul non voler far giustiziare Edmund ed entrambe vanno da una usuale donatrice di fondi per l'ospedale, chiedendole se potesse sostenere economicamente completamente la struttura.
Hanover intanto viene segnalato alla polizia per i suoi crimini e licenziato, in tal modo Bucket diventa direttrice, dopodiché Hanover rapisce Charlotte Wells ed entrambi lasciano la struttura con il permesso di Mildred, ancora caposala. Mentre i due sono in una stanza di motel, Charlotte ha un attacco psicotico e uccide Hanover. Una volta ritornata in sé, chiama Mildred, cercando aiuto.
Ratched la ripulisce e la mette su un pullman diretto fuori dal paese, per poi cogliere l'occasione e portare la testa di Hanover a Osgood, che la paga per il suo lavoro. Osgood quindi mostra la testa di Hanover al figlio Henry, che, invece di essere contento, incolpa la madre di aver assunto il dottor Bañaga, così convince un servo della casa a uccidere la madre con una forca.
Mildred si convince a dire a Gwendolyn che la ama ma quest'ultima, scossa, le comunica che ha un tumore al seno.
Al momento della consegna dell'eredità di Osgood, si scopre che non viene lasciato nessun bene al figlio Henry, il quale viene rinchiuso in una struttura psichiatrica come richiesto dalla madre nel testamento. Huck viene nominato caposala.

## Mildred ed Edmund
- Diretto da: Daniel Minahan
- Scritto da: Ian Brennan, Evan Romansky e Jennifer Salt

Mildred non lavora più per l'ospedale psichiatrico. Edmund è in lista per essere giustiziato ma viene scoperto che il governatore non ha intenzione di uccidere civilmente Edmund, vuole ucciderlo sulla sedia elettrica. Mildred e Gwendolyn raggiungono il governatore per convincerlo a usare l'iniezione letale, ma lui non è d'accordo. Mildred propone a Bucket di attuare un piano in modo tale da uccidere personalmente Edmund così che abbia una morte non dolorosa, Bucket concorda. Charlotte torna alla struttura credendo di essere il dottor Hanover e giura che salverà Edmund dall'esecuzione. Charlotte trova una pistola nel cassetto della scrivania di Hanover e dopo essere diventata più feroce, spara e uccide Huck, obbliga Bucket a liberare Edmund, che una volta liberato, costringe Bucket a raccontargli cosa aveva in mente Mildred. Charlotte ed Edmund scappano in auto con Louise, la proprietaria del motel dove abitava Mildred.
Due anni dopo, Mildred e Gwendolyn sono in Messico, Gwendolyn sta sempre meglio grazie a delle cure. Le raggiunge anche Bucket che nel frattempo è diventata completamente direttrice dell'ospedale. Durante un pranzo, Mildred riceve una chiamata da Edmund che la intimorisce dicendole che la troverà, ma Mildred fa lo stesso con lui dicendogli che sarà prima lei a trovarlo.